# Ban Chang (huyện)
Ban Chang (tiếng Thái: บ้านฉาง) là huyện (amphoe) cực tây của tỉnh Rayong, phía đông Thái Lan.

## Lịch sử
Khu vực này ban đầu là tambon Phala của Mueang Rayong district.
Chính phủ đã lập tiểu huyện Ban Chang vào ngày 7 tháng 5 năm 1976 thông qua việc tách hai tambon từ huyện Mueang. Đơn vị này đã được nâng thành huyện ngày 16 tháng 3 năm 1985.

## Địa lý
Các huyện giáp ranh (từ phía tây theo chiều kim đồng hồ) là: Sattahip, Bang Lamung của tỉnh Chonburi, Nikhom Phatthana và Mueang Rayong của tỉnh Rayong. Phía nam là vịnh Thái Lan.

## Hành chính
Huyện được chia ra thành 3 phó huyện (tambon), các đơn vị này lại được chia thành 22 làng (muban). Ban Chang là thị xã (thesaban mueang) nằm trên một phần của the tambon Ban Chang và Phla. Samnak Thon là một thị trấn (thesaban tambon) nằm trên một phần của tambon Samnak Thon. Có 3 Tổ chức hành chính tambon chịu trách nhiệm quản lý các khu vực phi đô thị.
| STT. | Tên         | Tên Thái | Số làng | Dân số |  |
| ---- | ----------- | -------- | ------- | ------ |  |
| 1.   | Samnak Thon | สำนักท้อน  | 8       | 16.442 |  |
| 2.   | Phla        | พลา      | 7       | 9.432  |  |
| 3.   | Ban Chang   | บ้านฉาง   | 7       | 23.315 |  |